# Babad (Kedungadem)
Babad is een bestuurslaag in het regentschap Bojonegoro van de provincie Oost-Java, Indonesië. Babad telt 3785 inwoners (volkstelling 2010).